# 붉은손타마린
붉은손타마린(Saguinus midas)은 신세계원숭이에 속하는 타마린의 일종이다. 황금배타마린 또는 미다스타마린으로도 불린다. 팔다리가 붉은 털로 덮여 있다. 아마존강을 따라서 브라질과 가이아나, 프랑스령 기아나, 수리남 그리고 베네수엘라의 숲 지역에 산다.
4 마리에서 15 마리까지 군집 생활을 하며, 번식기에는 군집 내에서 수컷들 사이에 작은 다툼이 벌어진다. 집단 내에서 오직 한 마리의 암컷만이 번식기 동안에 번식을 하며 다른 암컷들은 번식 본능이 억제된다. 임신 기간은 140–170일이며, 어미는 대체로 2 마리의 새끼를 낳는다.
타마린 새끼들은 주로 수컷이 기르며, 젖을 먹을 때만 어미가 교대하지만, 새끼를 돌보는 일은 집단 전체가 서로 돕는다.